# Грацевич, Дарья
Дарья Грацевич (р. 16 февраля 1984, г. Москва) — российский сценарист, продюсер, шоураннер.

## Биография
Родилась 16 февраля 1984 года в Москве. Мать — переводчик с английского языка, отец — кандидат физико-математических наук.
В детстве увлекалась просмотром фильмов, номинированных на «Оскар». Писать начала в 10 лет, в дальнейшем заинтересовалась драматургией.
Школу окончила с серебряной медалью, филологический факультет Российского государственного гуманитарного университета окончила с красным дипломом. Темой дипломной работы стало творчество французского драматурга Жана Жене. После окончания института полтора года работала переводчиком; в переводе Грацевич (под фамилией Ращупкина) изданы роман Кена Фоллетта «Ключ к Ребекке» и автобиография Генри Миллера «Книга о друзьях».
В 2003 году стала лауреатом премии журнала «Октябрь» за лучший дебют.
В 2004 году, будучи студенткой четвертого курса, впервые попробовала себя в роли литературного редактора на сериале «Бедная Настя» (СТС). В дальнейшем в составе группы сценаристов работала над комедийными проектами «Счастливы вместе» и «Универ».
В 2008 году стала лауреатом молодёжной премии «Дебют» в номинации «Киносценарий» за сценарий «Недотроги».
Первой заметной работой Грацевич стал сериал «Интерны», выходивший в 2010—2017 годах на канале ТНТ, на этом проекте она выступила в качестве креативного продюсера. «Интерны» трижды получали премию «ТЭФИ» (2014 — номинация «Лучший телевизионный сериал», 2016 — номинации «Лучший комедийный сериал» и «Лучший актёр»).
Известность Дарье Грацевич как сценаристу принёс сериал «Измены» (2015), снятый для канала ТНТ американским режиссёром Вадимом Перельманом. Сериал дважды получил премию АПКиТ и трижды — премию «ТЭФИ» (Вадим Перельман признан лучшим режиссёром, Елена Лядова стала лучшей актрисой, а сам проект победил в номинации «Лучший телевизионный сериал»).
В 2017—2019 годах Грацевич обратилась к полнометражным проектам, продолжая рассматривать различные небанальные сюжеты. Так, в 2017 году она стала сценаристом фильма «Купи меня», в котором показана изнаночная сторона рынка эскорт-услуг, а в основе сюжета — три девушки, мечтающие о красивой жизни. В 2018 году вышел снятый по её сценарию фильм Кирилла Плетнёва «Без меня», действие которого закручивается вокруг двух женщин, любящих одного мужчину и получающих после его смерти послания, которые мог написать только он. Чтобы разобраться в ситуации, они вынуждены предпринять совместное путешествие.
В 2019 году на ТНТ был показан сериал «Триада» по сценарию Грацевич. «Триада» была представлена на международной выставке цифрового и телевизионного контента MIPTV в Каннах.
В конце 2019 года на экраны вышел фильм Клима Шипенко «Холоп» о перевоспитании современного мажора, который оказывается в России XIX века и становится крепостным крестьянином. «Холоп» занял 2-е место в списке самых кассовых фильмов российского кинопроката.
Также в 2019 году Грацевич попробовала себя в роли режиссера, сняв по собственному сценарию короткометражку «Войд» с Дарьей Мороз.
В 2019 году Дарья Грацевич стала героиней материала журнала Forbes «Десять женщин, определяющих судьбу современного российского кино». Помимо неё, в список вошли Анна Меликян, Валерия Гай Германика, Нигина Сайфуллаева и другие.
В 2020 году вышла вторая часть сериала «Триада».
В 2021 году Грацевич написала сценарий для фильма «Розы Модильяни», о коротком романе Анны Ахматовой и Амедео Модильяни. По собственным словам, Дарью «привлекла история встречи двух будущих гениев — в точке, где они ещё не гении. Модильяни живет в нищете в Париже. Ахматова переживает первые годы брака с Гумилёвым, который уже состоялся как поэт и давит на неё авторитетом, а Анна еще не до конца понимает, кто она — женщина или творец».
В 2023 году на Okko TV был показан мистический триллер «Чёрное облако», в котором один человек убивает других силой своей ненависти. Грацевич выступила автором сценария и шоураннером. В настоящее время в разработке находится второй сезон «Чёрного облака».
Кредо Грацевич как сценариста — сложные сюжеты, необычные характеры, спорные темы. Она пишет о том, «на что неудобно смотреть». Всерьёз увлекается психологией. По собственным словам, считает идеальным сериалом «Анатомию страсти», а источником вдохновения — придумавшую этот сериал американскую женщину-шоураннера, создательницу продюсерской компании ShondaLand Шонду Раймс.

## Фильмография
- 2024 — Холоп 2 — сценарист, креативный продюсер
- 2023 — Чёрное облако — сценарист, шоураннер
- 2022 — Стрим — креативный продюсер
- 2021 — Розы Модильяни — сценарист
- 2019—2020 — Триада (2 сезона) — сценарист, креативный продюсер
- 2019 — Войд — сценарист, режиссер
- 2019 — Холоп — сценарист, креативный продюсер
- 2018 — Без меня — сценарист
- 2017 — Купи меня — сценарист, продюсер
- 2015 — Измены — сценарист
- 2010—2016 — Интерны — сценарист, креативный продюсер

## Личная жизнь
Дарья Грацевич замужем.

## Награды
- Премия Ассоциации продюсеров кино и телевидения (АПКиТ) в номинации «Лучший сценарий» за сериал «Измены» (2015).[11]
- Лауреат II премии фестиваля театра и кино о современности «Текстура» (2012).[12]
- Лауреат премии «Дебют-2008» в номинации «Киносценарий» за сценарий «Недотроги».[13]
- Обладатель премии журнала «Октябрь» за лучший дебют (2003).[14]